# Чепелија
Чепелија (мкд. Чепели, тур. Çepeli) је насеље у Северној Македонији, у југоисточном делу државе. Чепелија је насеље у оквиру општине Струмица.

## Географија
Чепелија је смештена у југоисточном делу Северне Македоније. Од најближег града, Струмице, насеље је удаљено 20 km југозападно.
Насеље Чепелија се налази у историјској области Беласица. Насеље је положено на источним падинама планине Плавуш, на приближно 630 метара надморске висине.
Месна клима је континентална.

## Становништво
Чепелија је према последњем попису из 2002. године била без становника.
Традиционално становништво у насељу били су Турци, а претежна вероисповест месног становништва ислам.